# الطب النسائي في العصور القديمة

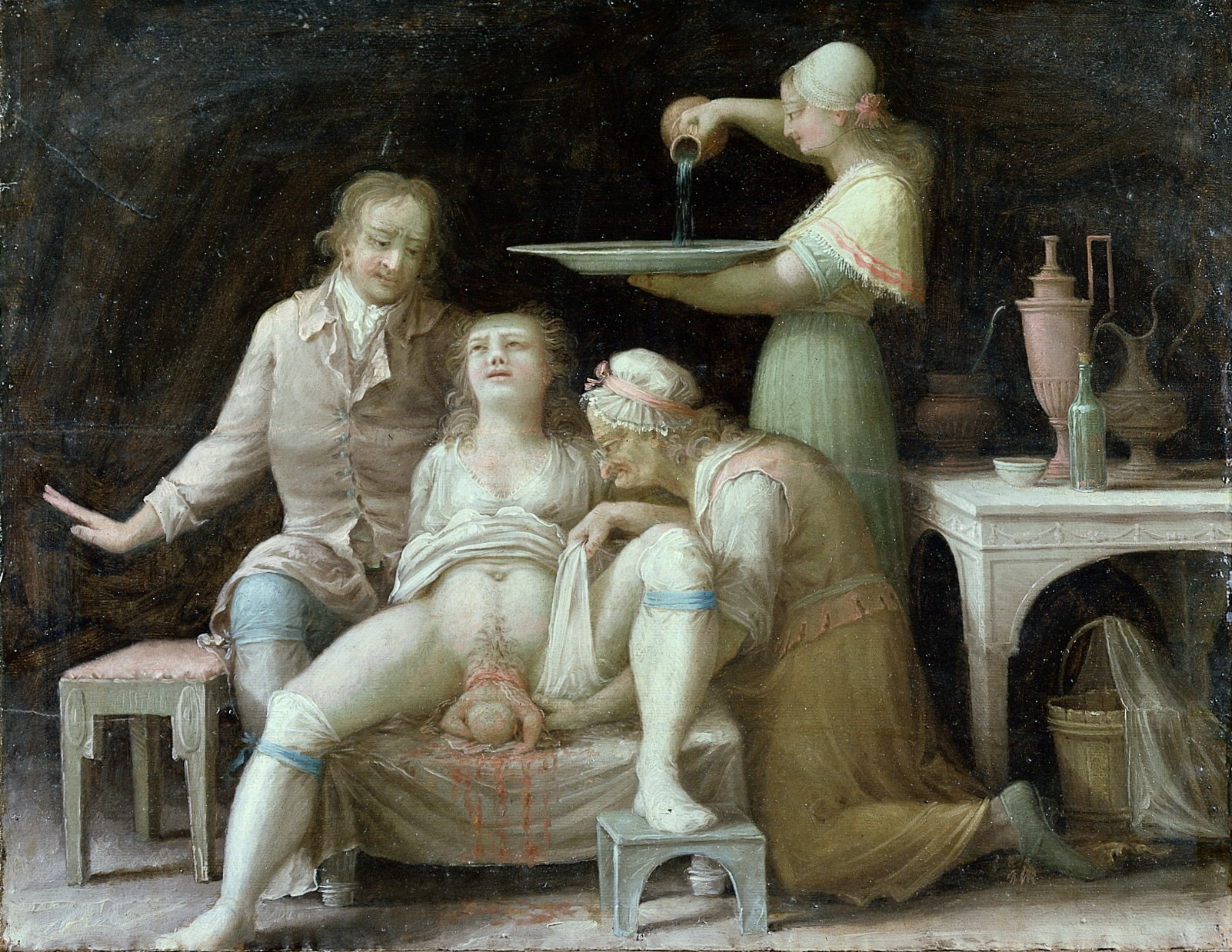
لوحة زيتية لمشهد ولادة، حوالي عام 1800.

 تمت دراسة الولادة وطب التوليد في العصور الكلاسيكية القديمة (بالإنجليزية: Childbirth and obstetrics in Classical Antiquity)(هنا يُقصد بالعصور الكلاسيكية القديمة العالم اليوناني الروماني القديم) من قبل أطباء اليونان وروما القديمتين. لقد استمرت أفكارهم وممارساتهم خلال هذا الوقت في الطب الغربي لعدة قرون، ويلاحظ العديد منها في صحة المرأة الحديثة. تمت دراسة وتدريس طب النساء والتوليد بشكل رئيسي من قبل القابلات في العالم القديم، ولكن في نهاية المطاف شارك الأطباء من كلا الجنسين. يُعرّف طب التوليد تقليديًا على أنه التخصص الجراحي الذي يتناول رعاية المرأة ونسلها أثناء الحمل والولادة والنفاس (النقاهة). أما طب النساء فيشمل الممارسات الطبية المتعلقة بصحة الأعضاء التناسلية للمرأة (المهبل والرحم والمبايض) وثدييها.
تختلف القبالة وطب التوليد اختلافًا واضحًا، ولكنها تتداخل في الممارسة الطبية التي تركز على الحمل والولادة. تؤكد القبالة على مدى طبيعية الحمل جنبًا إلى جنب مع عملية التكاثر. شهدت العصور القديمة الكلاسيكية بداية محاولات تصنيف مختلف مجالات البحث الطبي، وبدأ استخدام مصطلحات طب التوليد والنسائيات. تتميز مجموعة كوربوس أبقراط، وهي مجموعة كبيرة من الأطروحات المنسوبة إلى أبقراط، بعدد من الدراسات النسائية، التي تعود إلى الحقبة الكلاسيكية.

## النساء كطبيبات

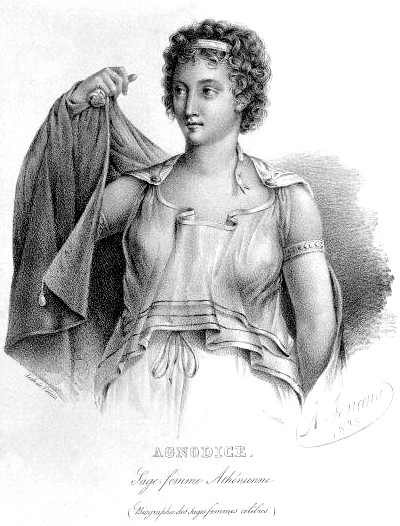
نقش حديث لأغنوديس، وهي قابلة وطبيبة توليد، ووفقًاللأسطورة فقد تنكرت كرجل من أجل ممارسة العمل كطبيب.

خلال حقبة العصور الكلاسيكية القديمة، كانت النساء تعملن كطبيبات، لكنهن كنّ أقليّة إلى حدّ كبير، وعادة ما كن محصورات في طب النساء والتوليد فقط. كان لأرسطو تأثير مهم على مؤلفي الطب في وقت لاحق في اليونان وأوروبا في نهاية المطاف. وعلى غرار مؤلفي كوربوس أبقراط، خلص أرسطو إلى أن فسيولوجيا المرأة تختلف اختلافاً جوهرياً عن نظيرتها لدى الرجال، وذلك بالدرجة الأولى لأن المرأة أضعف جسدياً، وبالتالي أكثر عرضة للأعراض التي يسببها هذا الضعف بطريقة ما، مثل نظرية الأخلاط الأربعة. زعم هذا الاعتقاد أن كلاً من الرجال والنساء لديهم العديد من «الأخلاط» التي تنظم صحتهم البدنية، وأن النساء كان لديهن الأخلاط «الأكثر برودة».
وأشار مؤلفو كوربوس أبقراط إلى أن الرجال كانوا أكثر عقلانية من النساء، وأن علم وظائف الأعضاء للمرأة جعلها عرضة للمشاكل التي من شأنها أن تسبب أعراض اللاعقلانية. واستمرارًا لهذا الافتراض بأن الرجال أكثر عقلانية، سيطر الرجال على مهنة الأطباء، وكمهنة تتطلب بحثًا عقلانيًا، اعتقدوا أن النساء غير مناسبات لهن.
هذا لم يمنع النساء من أن يصبحن طبيبات. غادرت أغنوديس أثينا عام 300 قبل الميلاد، وذهبت إلى الإسكندرية لدراسة الطب والقبالة بالإسكندرية الهلنستية على يد هيروفيلوس. عادت إلى أثينا وأصبحت طبيبة نسائية شعبية بين النساء؛ قيل إنها تنكّرت كرجل لكي تمارس الطب على الرجال. وأصبحت أغنوديس تحظى بشعبية كبيرة بين مرضاها الإناث، حيث اتهمها زملائها الذكور بإغواء مرضاها. في المحكمة، كشفت عن جنسها وتم تبرئتها. كانت فيليستا أستاذة ذات شعبية في مجال الطب قدمت محاضرات من خلف ستارة، لمنع جمالها من تشتيت انتباه تلاميذها. في اليونان القديمة، كانت هناك أيضًا فرصة للقابلات للحصول على المزيد من التدريب الطبي، لتصبح طبيبة قابلة، تسمى في العصور الهلنستية والرومانية والبيزنطية باسم iatromea (ιατρομαία). كانت مريت بتاح هي أول امرأة ذكرت في تاريخ الطب، وقد تم تخليدها «بكبيرة الأطباء».
قد تكون النساء تخصصن في مجالات غير طب التوليد والنسائيات، ولكن لا توجد معلومات كافية لمعرفة مدى تكرار حدوث ذلك. وبوصفهم أطباء توليد وأطباء نساء، يبدو أنهم كثيرون. يفترض قانون جستنيان أن الطبيبات في المقام الأول يعملن في طب التوليد. أول نص طبي معروف من قبل امرأة كتبته ميترودورا، يتعلق بالأمراض النسائية في الرحم، وهو عمل في 63 فصلاً كان جزءًا من سلسلة من عملين على الأقل كتبتهما. يرجع تاريخ النسخ الأقدم إالى القرن الثاني - القرن الرابع الميلادي.
من المهم أن نتذكر أنه خلال العصور الكلاسيكية القديمة، يمكن تدريب أي شخص كطبيب في واحدة من العديد من المدارس / المستشفيات الطبية التي كانت تعرف بالأسكليبوس. ينطوي التدريب على تطبيقات عملية بشكل أساسي بالإضافة إلى عمل فترة تدريب مهنية للأطباء الآخرين. خلال الحقبة الهلنستية، كانت مكتبة الإسكندرية أيضًا بمثابة مدرسة طبية، حيث يتم إجراء البحوث والتدريب على جسم المريض. ويبدو أيضاً أن أطفال الأطباء المشهورين، من الذكور أو الإناث، سيتبعون مهنة الطب، ويواصلون تقاليد الأسرة. على سبيل المثال، أصبحت بانثييا، التي كانت زوجة أحد الأطباء، طبيبية أيضاً، وهو نمط يشاهد أيضاً في مهن أوريليا الإسكندرية زوسيمي وأوغست. تلقت أوغست التقدير ككبيرة الأطباء في مدينتها، وهو لقب حصل عليه زوجها أيضًا. كانت Metilia Donata بارزة بما يكفي لتمويل مبنى عام كبير في ليون. تم التعرف على Anthiochis من Tlos، وهي طبيبة كانت ابنة طبيب بارز، Diodotus، من قبل مجلس Tlos لعملها كطبيب وكان لها تمثال في وضع منتصب. كانت أيضًا خبيرة نوقشت على نطاق واسع واستشهد بها جالينوس وآخرون. أُقتُبس من أسبازيا على نطاق واسع من قبل أيتيوس في طب النساء.

## القبالة
خلال العصور القديمة، لم يكن هناك مهنة مساوية لمهنة الممرضة اليوم. لا توجد مصادر طبية قديمة تناقش أي نوع من أفراد التمريض المدربين الذين يساعدون الأطباء. ومع ذلك، تشير العديد من النصوص إلى استخدام العبيد أو أفراد عائلة الطبيب كمساعدين. كانت أقرب صورة للممرضة خلال العصور القديمة هي القابلة. ازدهرت القبالة في الحضارات القديمة، بما في ذلك مصر وبيزنطة وبلاد ما بين النهرين وإمبراطوريات البحر المتوسط في اليونان وروما. كتب هيروفيلوس دليلاً للقابلات، وهو تقدم في وضع القبالة. تبع ذلك عمل الإغريقي سورانوسمن أفسس، الذي ترجم على نطاق واسع إلى اللاتينية، وكذلك جالينوس. يختلف هذا النهج اليوناني الروماني اختلافًا كبيرًا عن الحضارات القديمة الأخرى، حيث كان دور النساء كأخصائيين فيما يتعلق بأمراض النساء والتوليد غير واضح على ما يبدو. كانت المدارس الطبية الملحقة بالمعابد في مصر القديمة عديدة، بما في ذلك المدارس الطبية المشهورة للنساء في هليوبوليس وصا الحجر، حيث يعتقد أيضًا أن النساء كن الأساتذة.
أكد سورانوس من أفسس على أنه لتكون المرأة قابلة قانونية، يجب أن 

يجب على الشخص المناسب... أن يكون قادراً على القراءة والكتابة لكي يتمكن من فهم هذا الفن من خلال النظرية أيضاً. يجب أن يكون لها ذكائها حتى تتمكن بسهولة من متابعة ما يقال وما يحدث. يجب أن يكون لديها ذاكرة جيدة للحفاظ على التعليمات (من أجل المعرفة التي تنشأ من الذاكرة التي تم اكتسابها). يجب أن تحب العمل، لتتمكن من الاستمرار في كل التقلبات (بالنسبة للمرأة التي ترغب في الحصول على هذه المعرفة الواسعة تحتاج إلى الصبر القوي).
سيتم تدريب القابلات الأكثر تأهيلاً في جميع فروع العلاج. ينبغي أن تكون قادرة على وصف اللوائح الصحية لمرضاها، ومراقبة الخصائص العامة والفردية للحالة، وتقديم المشورة عن طريق الاستذكار من المعرفة السابقة حول ما هي القرارات الطبية التي ستعمل في كل حالة ولطمأنة مرضاها. وليس من الضروري بالنسبة لها أن تنجب طفلاً لتولد طفل امرأة آخرى، ولكن من الجيد أن تعمل على تعزيز التعاطف مع الأم.
للحصول على عادات جيدة في مجال القبالة، ستكون القابلة منضبطة بشكل جيد ودائماً، وتتسم بهدوء وتشارك العديد من أسرار الحياة، ويجب ألا تكون جشعة من أجل المال، وأن تكون خالية من الخرافات حتى لا تتغاضى عن التدابير المفيدة، وتحافظ على يديها ناعمتين من خلال الابتعاد عن الصوف - حيث يعمل هذا على تخشين يديها واستخدام المراهم للحصول على نعومة. تحتاج هي أيضاً إلى أن تكون محترمة، على أفراد الأسرة أن يثقوا بها داخل أسرهم، وألا يعيقوا أداءها لعملها. يجب استخدام الأصابع الطويلة والناعمة ذات الأظافر القصيرة للسيطرة على الالتهاب العميق دون التسبب في الكثير من الألم. القابلات اللاتي يحصلن على كل هؤلاء سيكن أفضل القابلات.

كان سورانوس من أفسس (98-138 قبل الميلاد) طبيب نسائي مهم خلال العصور القديمة، ويعود الفضل له في أربعة كتب تصف تشريح الأنثى. كما ناقش أساليب للتعامل مع حالات الولادة الصعبة، مثل استخدام الملقط. تُستخدم هذه التعليمات المفصلة عن القابلات كنوع من كتب التدريس وتوضح الدور المحترم الذي قامت به القابلات في المجتمع.

## تنظيم النسل
تمارس النساء في العصور القديمة تحديد النسل حسب معرفتهن للنباتات والأعشاب في المقام الأول. تم نقل معرفتهن من الرعاة الذين لاحظوا عقم الماشية عند تعرضهم لنباتات معينة. تم نقل المعلومات حول تحديد النسل شفهياً، ولا سيما عن طريق القابلات المطلعات. عرفت القابلات كيفية التعرف على النباتات الضرورية، وكيفية استخدامها، والأهم من ذلك، متى تستخدمها من خلال معرفة فترة الحيض الأخيرة أو الجماع. كان نبات السلفيوم من النباتات المشهورة جداً المستخدمة لتنظيم النسل من قبل اليونانيين. إنه عشب شبيه بنبات شمرة عملاق وكان مليئًا بعصارة لاذعة ويقدم نكهة غنية. تم استخدام هذا النبات على نطاق واسع لدرجة أنه ظهر على عملة قورينائية حيث تظهر امرأة تلامس النبات بيد واحدة وتشير إلى أعضائها التناسلية باليد الأخرى. كان الطلب على النبات كبيرًا جدًا حتى انقرض بحلول القرن الرابع. ويعتقد أن شكل القلب نشأ من بذرة هذا النبات لأنها نفس الشكل ويرتبط هذا النبات بالحب والرومانسية والجنس.
على الرغم من أن السلفيوم كان الأكثر شعبية، إلا أن هناك العديد من النباتات والأعشاب الأخرى المستخدمة. تم قطع الجزر الشائع أو مضغه لإطلاق مكوناته التي تثبط نمو الجنين والمبيض. لا تزال هذه البذور شائعة الاستخدام في الهند. كان يستخدم نبات آخر كمانع للحمل هو النعناع الأوروبي، وهو نبات يحفز إنتاج الكروموسومات الجنسية الأنثوية وبالتالي تقليل الخصوبة. تتضمن الوثيقة الطبية التي يعود تاريخها إلى عام 1500 قبل الميلاد في مصر قائمة بالمواد المستخدمة في تحديد النسل. مادة واحدة تنطوي على صنع عجينة من الصمغ العربي، والتمر، والألياف، والعسل، وغيرها من النباتات غير معروفة لخلق نوع من مبيدات النطاف.

## الحمل
كانت هناك العديد من النظريات المستخدمة لتحديد ما إذا كانت المرأة حامل خلال العصور القديمة. كانت إحدى الطريق الشائعة تتضمن فحص أوعية ثدييها. وهناك طريقة ثانية تتضمن جلوس المرأة على جعة وعصيدة تمر تغطي الأرض واستخدام معادلة تناسب وفقًا لعدد المرات التي تتقيأ فيها. شملت طريقة أخرى إدخال البصل في مهبل المرأة وتحديد ما إذا كان يمكن شمها من رائحة نفسها. على الرغم من ذلك، يوجد القليل من الأدلة على ما إذا كان أو لم يكن أي من هذه الأساليب إجراءات طبية مؤكدة أو إذا كانت مجرد فولكلور.
كانت عمليات الإجهاض غير شائعة، ولكن في حالاتها القليلة، كانت الأم تقوم بها بنفسها. كانت نتائج ذلك قاتلة سواء للأم أوالطفل في كثير من الأحيان حيث يتم إجراء معظم عمليات الإجهاض عن طريق غمس خنجر في مهبل المرأة. وبسبب هذا الإجراء، كان من الشائع حمل الطفل فترة كاملة قبل إجراء الإجهاض. ووفقًا لما ذكرته كوربوس أبقراط، هناك بدائل فموية تستخدم للحث على الإجهاض مثل كف مريم، النحاس، والكلخ. استكشف أفلاطون وسائل تنظيم هذه العملية التي اتبعتها القابلات:

وعلاوة على ذلك، فإن القابلات يستطعن إثارة آلام المخاض، عن طريق الأدوية [149d] والتعاويذ، إذا رغبن، فإنهن قادرات على جعلها أقل حدة، وتساعدن النسوة اللائي يجدن صعوبة في الحمل؛ وتستطيع أن تسبب الإجهاض إذا اعتقدت أنه أمر مستحسن.
- أفلاطون: الثئيتتس (مقتطفات)

## الولادة

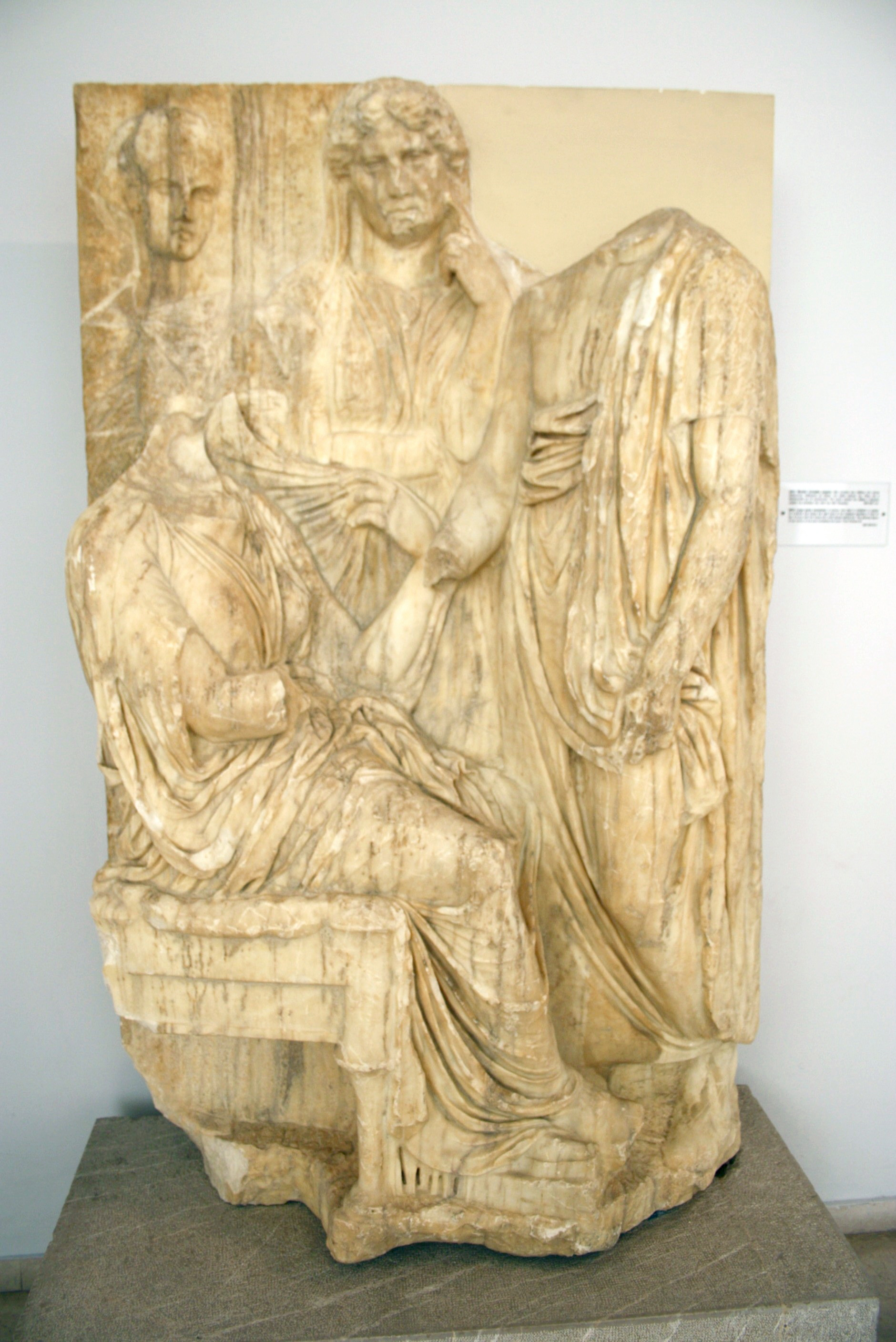
لوحة تذكارية جنائزية يونانية في أتيكا، تظهر امرأة جالسة ماتت أثناء ولادة طفلها لتوديع زوجها وأمها وممرضتها. حوالي 350 إلى 330 سنة قبل الميلاد.

لم تكن المستشفيات موجودة خلال العصور القديمة، لذا تjم الولادة في منزل المرأة الحامل مع قابلة ومساعدات أخريات للقابلة. لعب الدين دوراً رئيسياً أثناء المخاض والولادة. دعت النساء أرتميس، وهي إلهة مع القدرة على جلب حياة جديدة إلى العالم، فضًلا عن القدرة على أخذه بعيدًا. على الرغم من أنها بقيت عذراء، فقد قيل إنها شهدت ألم والدتها أثناء ولادة شقيقها، أبولو، وتولت على الفور منصب القابلة. إذا ماتت امرأة أثناء الولادة، تنقل ملابسها إلى معبد أرتميس بسبب حقيقة أن وفاة المرأة نُسبت إليها. إذا كانت الولادة ناجحة، فإن الأم ستقدم شكرًا من خلال التضحية ببعض ملابسها للإلهة أيضًا.
تم استخدام الأعشاب والنباتات الأخرى بكثافة في عملية الولادة، وهي ممارسة ترتبط أيضًا بالمعتقد الديني. على سبيل المثال، تم إعطاء مشروب مرشوش ببودرة روث الخنزير لتخفيف آلام المخاض، وكان يعتقد أن التعقيم بالبخار مع دهون الضبع يسرع عملية الولادة. معظم هذه الممارسات كانت قليلة أو معدومة الفعالية الطبية، لكنها على الأرجح قدمت بعضًا من تأثير العلاج الوهمي. على الرغم من محاولة استخدام العلم في تطوير المعرفة الطبية، لم تكن التجارب والتعاليم الخاصة بكوربوس أبقراط أكثر فعالية من العادات التقليدية للقبالة. على سبيل المثال، يعتقد كتّاب أبقراط أن الرحم يمكن أن ينتقل من مكانه ويسبب مشاكل صحية، وكان العلاج الموصوف هو إقناع الرحم النازح من مكانه باستخدام الأعشاب ذات الرائحة الحلوة.
وصف سورانوس ثلاثة مراحل رئيسية للحمل: التخصيب، وهو الحفاظ على بذرة الذكر داخل الرحم؛ الوحم، والتي تمتد 40 يومًا في فترة الحمل، وشملت أعراض الغثيان والرغبة الشديدة في تناول الأطعمة غير العادية. خلال هذه المرحلة، صدرت تعليمات إلى النساء بممارسة الرياضة والنوم أكثر من أجل بناء القوة كتحضير لعملية الولادة. وقد وصفت المرحلة الأخيرة من الحمل بأنها عملية الولادة. استعدادًا للولادة، نُصحت المرأة بالاستحمام في النبيذ وحمامات المياه العذبة لتهدئة ذهنها قبل الولادة. ثم يفرك بطنها بالزيوت لتقليل ظهور علامات التمدد، ويتم مسح أعضائها التناسلية بالأعشاب وحقنها بالملينات مثل دهون الأوز.
كان دور القابلة مهم للغاية أثناء عملية الولادة، ووصف سورانوس دورها بتفصيل كبير. على سبيل المثال، كان على القابلة أن تمتلك أدوات معينة لضمان ولادة آمنة، بما في ذلك: زيت الزيتون النظيف، والإسفنج البحري، وقطع من الضمادات الصوفية لتهدئة الطفل، ووسادة، والأعشاب قوية الرائحة اللإغماء، وكرسي الولادة. كرسي الولادة هو كرسي تم إزالة المقعد منه.
ستقوم القابلة باعداد إمداداتها مع بدء المخاض. خلال عملية الولادة، كانت الأم تستلقي على ظهرها على سرير صلب منخفض مع دعم تحت حوضها. فخذانها مفترقان مع سحب قدميها لأعلى. يتم تنفيذ تدليك لطيف لتخفيف آلام المخاض حيث توضع الملابس المنقوعة في زيت الزيتون الدافئ فوق منطقة المعدة والأعضاء التناسلية.توضع الكمادات الساخنة على شكل قربة مليئة بالزيت الدافئ على جانبي المرأة.
أثناء الولادة الفعلية، ستنقل الأم إلى كرسي الولادة، حيث كانت تجلس أو تكون في وضع القرفصاء على طوبتين كبيرتين مع وجود قابلة أمامها ومساعِداتها الواقفات على جانبيها. في عملية خروج الرأس أولاً الطبيعية، يتم تمديد فتحة عنق الرحم قليلاً، ومن ثم سحب بقية الجسم. أمر سورانوس القابلة بتغليف يديها بقطعة قماش أو ورق بردي رقيق بحيث لا ينزلق الوليد من قبضتها.

## الولادة القيصرية
قد تكون كلمة «قيصري» مستمدة من الحاكم الروماني القديم يوليوس قيصر، لأنه كان يعتقد أن قيصر قد ولد بهذا الإجراء. ومع ذلك، ربما يستند هذا على التقاليد والأسطورة أكثر من الدقة التاريخية. هناك احتمال آخر لأصل كلمة «قيصري» وهي الكلمة اللاتينية caedere، بمعنى «قطع». ربما تكون هذه العملية أقدم بكثير من يوليوس قيصر، ولكن «الولادة القيصرية»، كما تم تنفيذها من قبل الرومان، حيث تم القيام بها لإنقاذ الطفل من أم تحتضر أو ميتة بالفعل، وتمت العملية بعد الوفاة.
تشير الدلائل إلى أن اليهود في روما القديمة قد قاموا بعمل عمليات قيصرية بنجاح على أمهات لم يكونوا في خطر الموت . تم العثور على أدلة على هذه العمليات في عدة مجموعات تعود لحاخامات روما القديمة، وأشهرها ما يسمى المشناه. لم يقم الإغريق والمصريون بعمليات قيصرية، سواء بعد الوفاة أو على أمهات الأحياء. ومع ذلك، كان لليونانيين على الأقل بعض المعرفة بالعملية القيصرية والإجراء المتبع. كان الإله اليوناني أسقليبيوس أسطوري بأنه أُخرج من رحم أمه بهذه العملية.
بخلاف الأدلة على أن اليهود يمارسون العمليات القيصرية في العصور القديمة (قليل جدا في روما القديمة، وأقل في اليونان القديمة)، ليس هناك الكثير من الأدلة حول الولادة القيصرية. ربما كان أحد الأسباب هو أن الولادة القيصرية لم يتم تنفيذها في كثير من الأحيان بسبب المضاعفات الطبية أو الخرافات المحيطة الولادة القيصرية. في أوائل روما المسيحية، كانت الولادة القيصرية غير موجودة تقريبًا. حيث فقدان المهارة هو احتمال لعدم وجود الولادة القيصرية. كانت معدلات وفيات الرضع عالية في العصور القديمة، لذلك كان من الممكن أن تكون الولادة القيصرية مفيدة. ومع ذلك، يمكن للأطباء المسيحيين في وقت مبكر تجاهل الولادة القيصرية كعملية مقبولة اجتماعيًا بسبب المعتقدات الدينية. يمكن أن يكون المرض، والحاجة المفهومة للسرية، والإحباط الاجتماعي أيضا من العوامل التي تؤدي إلى تراجع استخدام الولادة القيصرية بين المسيحيين في وقت مبكر في روما. لا يوجد تقريبًا أي دليل على الولادة القيصرية في العالم المسيحي حتى القرن العاشر.
إن الافتقار إلى تعليم المرأة والعادات الاجتماعية التي تبقي المرأة في الجزء الخاص للحياة (عكس العام) ساهمت في نقص في الولادة القيصرية. كانت القابلات أول من شارك في عملية الولادة. لم يسجلوا ممارساتهم الطبية في الكتابة مثل سورانوس أو جالينوس. وبالتالي، من المحتمل أن تكون الولادة القيصرية قد حدثت بشكل منتظم إلى حد ما، ولكن ببساطة لم يتم تسجيلها.

## الولادة والوفاة
كان معدل الوفيات مرتفعًا جدًا في العصور القديمة بسبب عدد قليل من العوامل: عدم تطهير المياه وعدم وجود الوعي الصحي، وعدم فهم الكائنات الدقيقة، ونقص الأدوية الفعالة. غير أنه في موضوع الولادة، ارتفع معدل وفيات الأمهات والرضع بشكل كبير مقارنة بالمعايير الحديثة. نتج هذا عن أن موت الطفل كانت تتحمل مسؤوليته الأم، وزيادة خطر العدوى بعد المخاض.
الأم
لا تتوفر أرقام حول وفيات الأمهات إلا من خلال المقارنة. ويعتقد أن معدل وفيات الأمهات يمكن مقارنته بأرقام مماثلة، ولكنها أرقام لفترة بعيدة، حيث تقارن بالمجتمعات التي لديها سجلات أكثر نجاعة، مثل الريف الاإنجليزي في القرن الثامن عشر، حيث بلغ متوسط وفيات الأمهات 25 لكل 1000 مولود.
الرضيع
وتتعقد مسألة وفيات الرضع في العصور القديمة بسبب قتل الأطفال والتخلي عن الطفل، ولا ينعكس أي منهما على القدرة الطبية خلال الفترة. الأول يفعل ذلك من خلال الموت المتعمد للطفل، والأخير من خلال الترك والتخلي، والموت يصبح ممكن. تنعكس هذه بدلا من ذلك على الظروف والمعايير الاجتماعية. في حين أن هذه كقيمة علمية فهي ليست قيّمة، فالباحثون حاولوا جاهدين إزالة «الجدل» من خلال استفساراتهم.
مثل الكثير من وفيات الأمومة، من الصعب بناء أرقام فعلية لمعدل وفيات الرضع في العصور القديمة، ولكن تم إجراء مقارنات بين المجتمعات القديمة والمجتمعات الحديثة الغير الصناعية. تشير الأرقام إلى أنها قابلة للمقارنة مع تلك الخاصة بالمجتمعات الصناعية الحديثة لوضعها في المشهد. في حين أن معدل وفيات الرضع أقل من 10 لكل 1000 في المجتمعات الصناعية الحديثة، فإن المجتمعات غير الصناعية تعرض معدلات تتراوح بين 50 و 200+ لكل 1000. بالبحث باستخدام نموذج جداول الحياة وبافتراض متوسط العمر المتوقع عند الولادة 25 عامًا، فإن ذلك يعطي الرقم 300 لكل 1000 في المجتمع الروماني.